# Guillermo Guiz
Guillermo Guiz, de son vrai nom Guy Verstraeten, est un humoriste et chroniqueur belge né le 23 novembre 1981 à Etterbeek. Révélé en Belgique par ses chroniques dans On n'est pas rentré et Le Café serré sur La Première, puis en France dans La Bande originale de Nagui sur France Inter.

## Biographie

### Jeunesse
Né à Etterbeek, Guillermo Guiz, de son vrai nom Guy Verstraeten, vit seul avec son père, André Verstraeten, dans la commune bruxelloise d'Anderlecht. Sa mère, avec qui il n'avait déjà plus beaucoup de contact, meurt alors qu'il n'a que dix-sept ans.
Pendant son adolescence, il développe une passion pour le football et vise même à devenir footballeur professionnel. Il joue dans les équipes junior de clubs comme le Racing White Daring de Molenbeek (RWDM), l'Union saint-gilloise, le Standard de Liège et le Sporting d'Anderlecht. Cependant, de multiples blessures le contraignent à abandonner son projet vers l'âge de dix-huit ans.

### Études et premiers jobs
Après avoir passé une année en Espagne, Guy Verstraeten entreprend des études de sciences politiques à l'université libre de Bruxelles, suivies d'une formation de journaliste à l'Institut de journalisme à Bruxelles. Cela lui permet de réaliser des piges pour plusieurs journaux (Le Soir, Trends-Tendances, Foot Magazine, Le Monde diplomatique…). Il est également l'auteur de pages télévisées et d'une chronique sur le monde de la nuit pour le Focus Vif.
Entre 2010 et 2013, il passe également quelques années difficiles en tant que manager et directeur artistique pour des boîtes de nuit à Bruxelles (le VIP Room) et à Knokke (le Gotha Club). Cependant, les deux clubs tombent rapidement en faillite et Guy Verstraeten vit alors dans une situation financière compliquée. Ces échecs ajoutés à une rupture difficile le poussent à tenter sa chance ailleurs, en tant qu'humoriste.

### Carrière humoristique
Pour son nom de scène, Guy Verstraeten utilise son premier pseudo Facebook, Guillermo Guiz. Il raconte qu'il a imaginé ce nom en prenant deux extensions de son prénom lorsqu'il avait dû s'inscrire pour la première fois sur ce réseau social.
En juillet 2013, il monte sur les planches du Kings of Comedy Club à Bruxelles, pour une compétition de découverte de talents du stand-up nommée Next Prince of Comedy. C'est à cette occasion qu'il est repéré par Olivier Monssens, producteur et présentateur de l'émission humoristique quotidienne On n'est pas rentré sur la radio belge La Première, qui l'engage comme chroniqueur dans sa bande. Sur la même chaîne de radio, il devient en 2015 un chroniqueur régulier pour Le Café serré sur Matin Première, en remplacement de Bert Kruismans. Il fait également plusieurs apparitions à la télévision, dans les émissions 69 sans chichis, la Tribune et Alex & Sigmund en remplacement d’Alex Vizorek. Il continue aussi à travailler pour la presse écrite, en tant que rédacteur chez Focus Vif.
En septembre 2016, il intègre l'équipe de la Bande originale sur France Inter, présentée par Nagui. Diffusée hebdomadairement le vendredi puis le jeudi matin, sa chronique porte le nom La Drôle d'humeur de Guillermo Guiz. Il remplace Pierre-Emmanuel Barré lorsque celui-ci quitte l'émission en avril 2017.
En 2015, son premier one-man-show, Guillermo Guiz a un bon fond rencontre un certain succès et un bon accueil de la critique,. D'abord joué dans la salle du Kings of Comedy Club, il passe ensuite quelques dates à guichet fermé au Théâtre de la Toison d'or à Bruxelles. Lorsque Guillermo Guiz commence sa carrière humoristique en France, son spectacle est annoncé de manière régulière à l'affiche du Théâtre du Point-Virgule jusqu'en juin 2018. Grâce au concours Jokenation, il parvient également à monter sur la scène du Festival du rire de Montreux.
En octobre 2017, il devient le personnage principal de la série Roi de la Vanne, diffusée tous les samedis soir en clair sur Canal+. Chaque capsule de quelques minutes raconte un épisode de la vie d'un humoriste belge venant de débuter une carrière à la télévision en France. Guillermo Guiz coécrit également les scénarios, s'inspirant évidemment de son propre parcours professionnel.

## Humour et inspirations
De sa passion pour la philosophie pendant une partie de son adolescence, il garde encore un certain intérêt pour les questions métaphysiques qui transparait dans certains de ses sketches.
Guillermo Guiz tire principalement ses inspirations d'humoristes belges de son enfance (Le Jeu des dictionnaires, La Semaine infernale, Philippe Geluck…), des émissions humoristiques de Canal+ (Les Guignols de l'info, Nulle part ailleurs, Les Nuls…) et de célèbres comédiens de la scène du stand-up américain (Louis C.K., Jerry Seinfeld, Dave Chappelle…). Dans ses interviews,, il cite régulièrement Louis C.K. comme étant l'un des éléments déclencheurs de son envie de monter sur scène.

## Spectacles
- 2015 : Guillermo Guiz a un bon fond
- 2020 : Au suivant ![18]
- 2024 : La formidable ascension sociale temporaire de G. Verstraeten

## Film
- 2021 : Fragile de Emma Benestan
- 2023 : La Graine

## Récompenses
Guillermo Guiz a remporté[réf. à confirmer] :
- le Prix du public du Festival du rire de Saint-Raphaël en 2015 ;
- le Tremplin des plages du rire à Nice en août 2015 ;
- le Tremplin de l'humour à Plougastel en 2016.

## Publications
- Guy Verstraeten, 200 lieux incontournables : Bruxelles, Bruxelles, Éditions Racine, 2009, 192 p. (ISBN 978-2-87386-619-8).
- Guy Verstraeten, « Heurts et rumeurs à Anderlecht », Le Monde diplomatique, no 658,‎ août 2008, p. 4 (ISSN 0026-9395, lire en ligne ).